# Wallonie-Bruxelles International
Die Agentur Wallonie-Bruxelles International (WBI) ist eine öffentliche Verwaltungseinrichtung, die mit der Vertretung der internationalen Beziehungen der belgischen Gliedstaaten Französische Gemeinschaft und Wallonische Region sowie der Französischen Gemeinschaftskommission der Region Brüssel-Hauptstadt beauftragt ist.
Sie ist die Nachfolgeorganisation der Direktion für Internationale Beziehungen der Wallonischen Region und des Generalkommissariats für Internationale Beziehungen der Französischen Gemeinschaft und entstand als Teilprojekt eines Programms, das die Verwaltungen der beiden französischsprachigen Gliedstaaten im belgischen Föderalismus nach flämischem Vorbild stärker verzahnen will. Der Hauptsitz der WBI ist in Brüssel als Hauptstadt der Französischen Gemeinschaft Belgiens.

## Auslandsvertretungen
Als Teil des belgischen Diplomatischen Corps unterhält die WBI Auslandsvertretungen, die bei den jeweiligen belgischen Botschaften und Konsulaten angesiedelt sind. Solche Auslandsvertretungen bestehen in: Algier, Berlin, Bukarest, Dakar, Genf, Hanoi, Kinshasa, Den Haag, Paris, Peking, Prag, Québec, Rabat, Santiago de Chile, Tunis, Warschau und Brüssel (Vertretung bei der Europäischen Union). Die WBI unterhält Kooperationsverträge mit rund 70 Staaten und Regionen.

## Zuständigkeiten
Die WBI ist in den föderalisierten Bereichen der belgischen Außenpolitik für die diplomatische Vertretung des frankophonen Landesteils zuständig. Hierzu zählen insbesondere die Entwicklungshilfe, Menschenrechtspolitik, Kulturpolitik, Gesundheits- und Sozialpolitik, Umweltschutz, Jugendaustausch, das Schul- und Ausbildungswesen, Forschungs- und Bildungspolitik. Die Flämische Regierung unterhält entsprechend jeweils eine eigne Vertretung.